# Verbrande Brug (brug)
De Verbrande Brug is een hefbrug in de gemeente Grimbergen nabij het gelijknamige gehucht Verbrande Brug. De brug overspant het Zeekanaal Brussel-Schelde. De brug werd gebouwd in 1968 en heeft een metalen beweegbaar gedeelte met een lengte van 38,4 m en een breedte van 11,6 m. De brug is qua afmetingen identiek aan de Brielenbrug in Tisselt (Willebroek) en de Humbeekbrug in Grimbergen die in hetzelfde jaar werden gebouwd.

## Geschiedenis

### Bouw van het kanaal en de eerste brug
Nadat Keizer Karel V de plannen voor een kanaal via Vilvoorde naar Klein-Willebroek in 1531 goedkeurde, startten de werken aan het nieuwe kanaal in 1550. Drie jaar later was het kanaal afgewerkt, maar het zou tot 1561 duren voor het volledige kanaal in gebruik genomen zou worden. Er werd een brug gebouwd bij het gehucht Heienbeek, daar waar de nieuwe schipvaart de weg tussen Grimbergen en Meise in het westen en Zemst in het oosten kruiste. De naam 'Verbrande Brug' bij het gehucht Heienbeek is afkomstig van de houten brug over de vaart die in 1577 werd afgebrand door het Spaanse garnizoen uit Vilvoorde.

### Twintigste eeuw
Op 26 augustus 1914 bood korporaal Léon Trésignies zich aan zijn commandant aan om over het kanaal van Willebroek te zwemmen omdat hij de val van de brug wilde doen zakken. Hiervoor moest hij naar de oever die door de Duitsers werd bezet. Op 29 augustus werd hij dodelijk getroffen op het moment dat hij het mechanisme van de brug in werking stelde. Het plein ten oosten van de brug draagt nog steeds zijn naam en op de westoever van het kanaal bevindt zich een monument voor deze oorlogsheld uit de Eerste Wereldoorlog.
In het interbellum werd de brug ook gebruikt door de Chemin de Fer Industriel. Tot 1931 (toen de Budabrug bij Haren werd geopend) vormde dit de enige mogelijkheid voor de spoorweg om het kanaal over te steken. In 1940 werd de brug vernield. Ze werd vervangen door een veerpont.
In 1968 werd een nieuwe brug gebouwd, die de veerpont verving. Deze nieuwe brug is een hefbrug en vrijwel identiek aan deze in Humbeek en Tisselt. In het wegdek van de brug werden rails voorzien om de industriespoorlijn naar de cokesfabriek 'Les Cokeries du Brabant' toe te laten het kanaal over te steken. Tegen 1977 zijn de sporen op de westelijke oever weer verwijderd.
Op 5 december 2004 braken de kabels aan het brugdek tijdens het neerlaten van de brug en viel het hele gevaarte langs één kant het kanaal in. Het brugdek viel van zo'n 8 à 10 meter naar beneden. De slag was tot wel 3 km verder te horen. Er was toen net niemand op de drukke brug, maar een technicus die boven in een machinekamer aan het werk was liep lichte verwondingen op. Een olietanker was nog nét niet bij de brug toen de kabels knapten. De scheepvaart op het kanaal was meer dan een week sterk gehinderd, wat een kleine ramp betekende voor het scheepvaartverkeer. Ook het wegverkeer moest enkele kilometers omrijden. Voor de voetgangers werd er een overzetboot voorzien. Er kwamen veel kijklustigen op af.

## Afbeeldingen

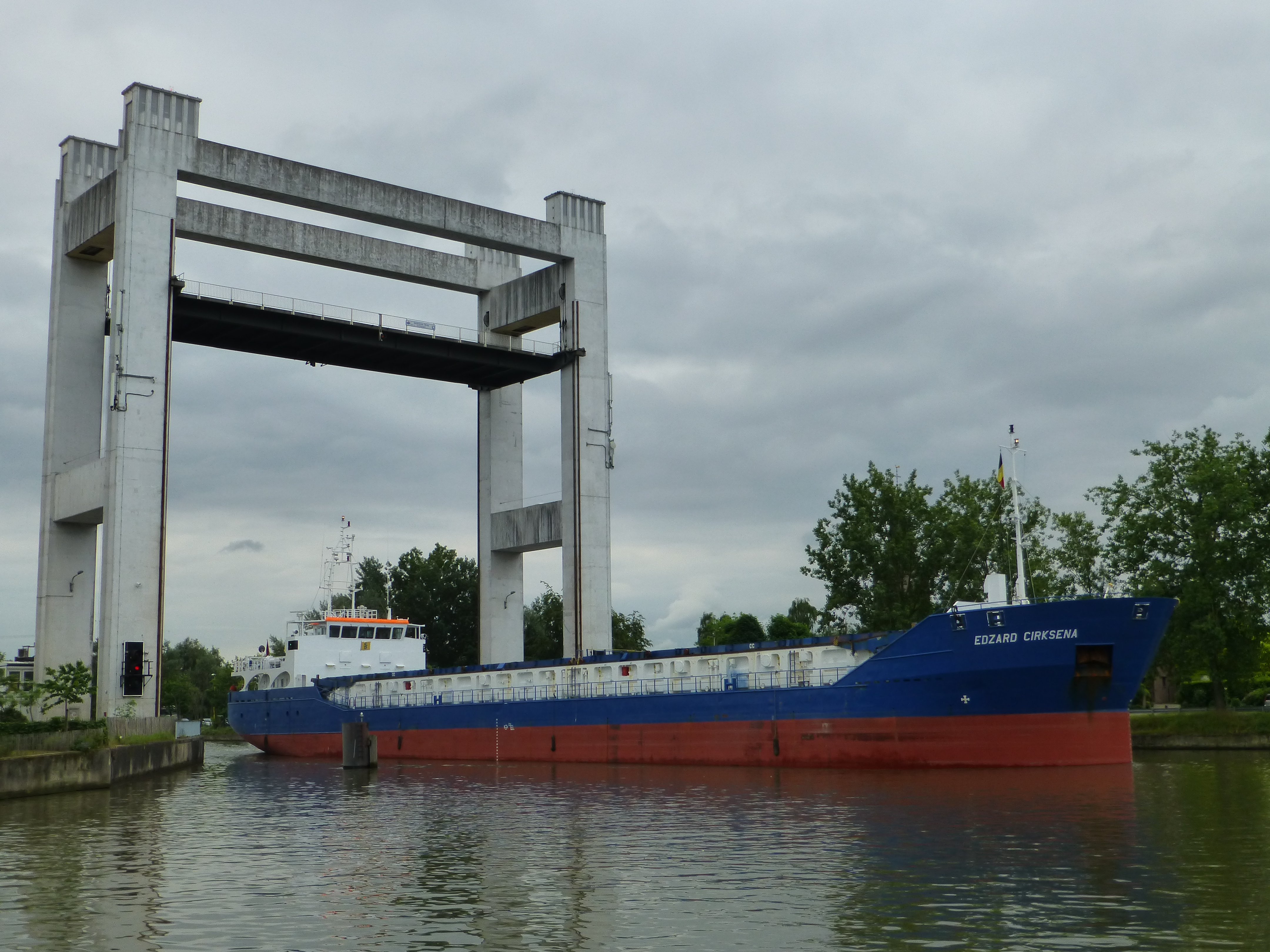
Verbrande Brug geopend voor een zeeschip, 2016

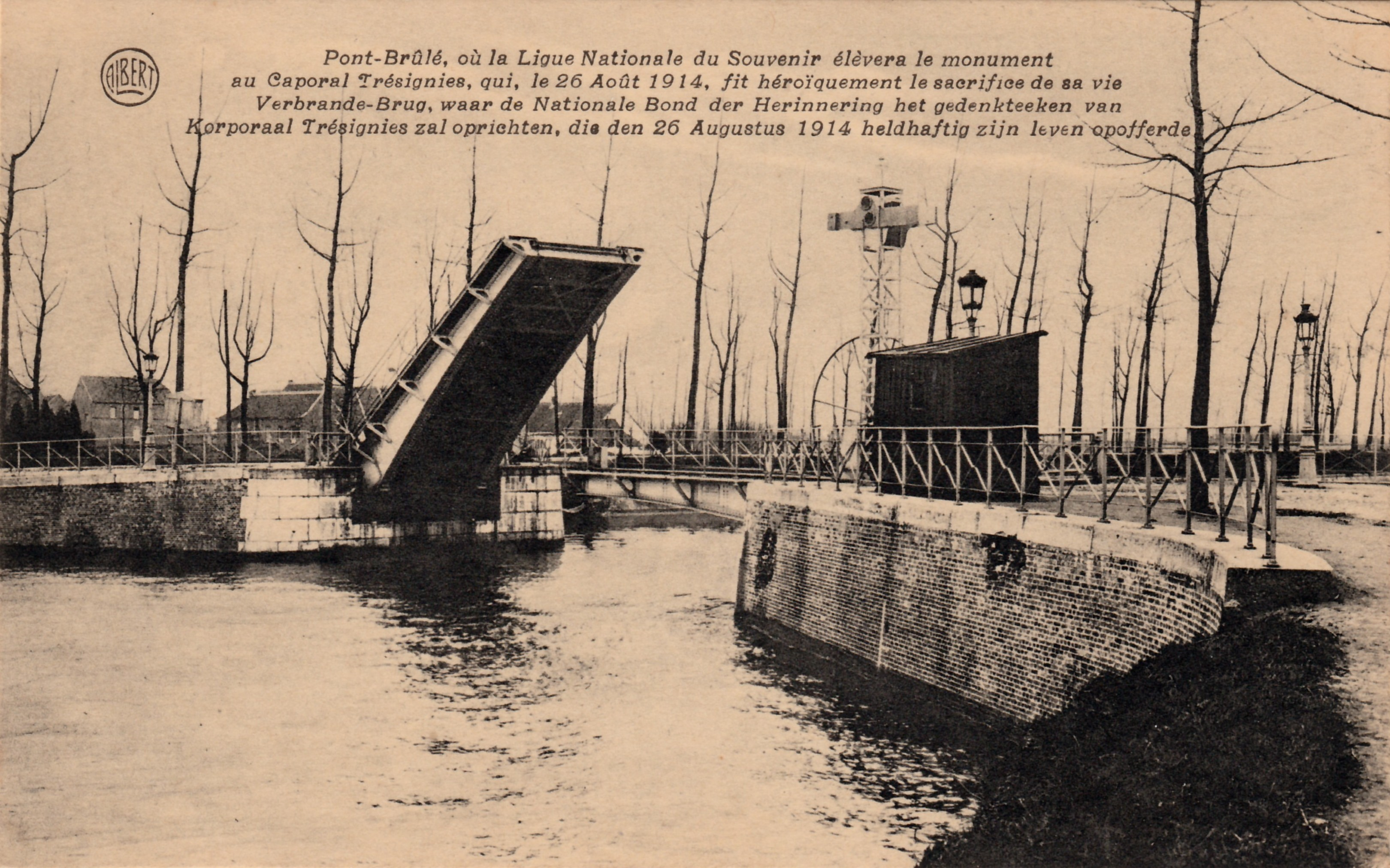
De Verbrande-Brug op een postkaart (ongeveer 1920)

Van Praetbrug · Budabrug · Viaduct van Vilvoorde · Salangaanbrug · Europabrug · Willemsbrug · Verbrande Brug · Humbeekbrug · Jan Bogaertsbrug · Brielenbrug · Ringbrug · Vredesbrug · IJzerenbrug · Victor Dumonbrug · Boulevardbrug · Nijverheidsbrug